# حرب المعلومات

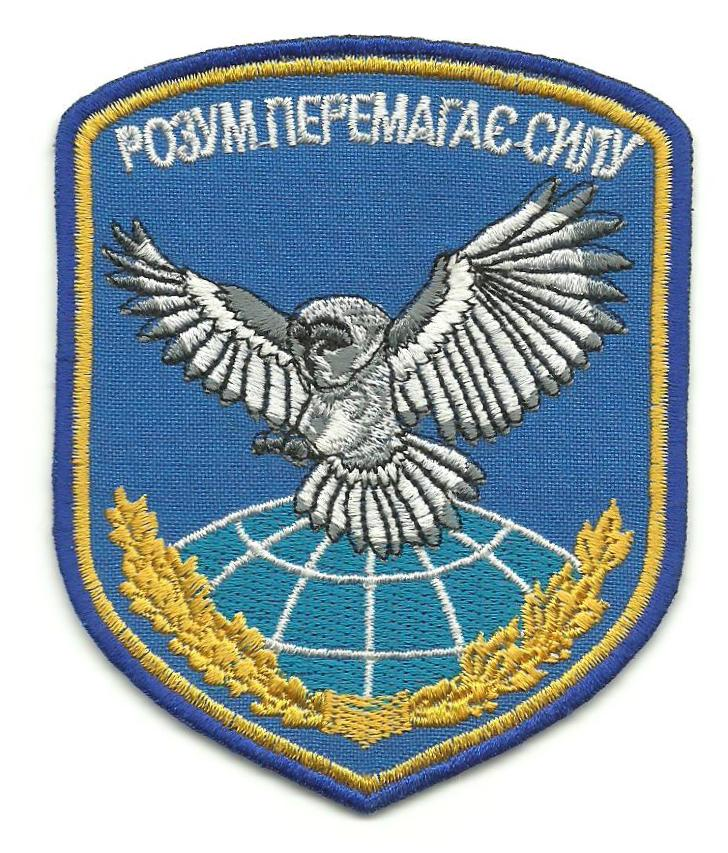

حرب المعلومات هي مصطلح يستخدم لوصف استخدام وإدارة المعلومات للحصول على ميزة تنافسية على العدو، حرب المعلومات قد تتضمن جمع المعلومات الإستراتيجية، التأكد من صلاحية المعلومات الموجودة، نشر دعايات أو معلومات خاطئة لاحباط العدو أو الشعب، التقليل من نوعية المعلومات التي توجد لدى العدو والعمل على تقليل فرص جمع العدو للمعلومات.
وهي استخدام نظم المعلومات لاستغلال وتخريب وتدمير وتعطيل معلومات الخصم وعملياته المبنية على المعلومات ونظم معلوماته وشبكات الحاسب الآلي الخاصة به، وكذلك حماية ما لدي من كل ذلك من هجوم الخصم؛ لإحراز السبق، والتقدم على نظمه العسكرية والاقتصادية. من الممكن أن تحدث هذه الحرب على مستوى الأشخاص، الشركات، أو على مستوى عالمي.
وتنقسم حرب المعلومات إلى سبعة أقسام: حرب القيادة والسيطرة، الحرب الاستخبارية، الحرب الإلكترونية، حرب العمليات النفسية، حرب قراصنة المعلومات، حرب المعلومات الاقتصادية، حرب المعلومات الافتراضية.
وهناك أسلحة متنوعة تُستخدم لتنفيذ هذه الحرب مثل: فيروسات الحاسوب، الديدان , أحصنة طروادة، القنابل المنطقية (logic bombs), الأبواب الخلفية (backdoors)، الرقائق( (chipping، الماكينات والميكروبات فائقة الصغر، الاختناق المروري الإلكتروني، مدافع HERF، وقنابل EMP>